# Helmi Huijbregts-Schiedon
Wilhelmina Hendrica (Helmi) Huijbregts-Schiedon (Rotterdam, 13 mei 1948) is een Nederlands politica. Zij was namens de Volkspartij voor Vrijheid en Democratie (VVD) van 2007 tot 2019 lid van de Eerste Kamer der Staten-Generaal.
Zij was van 2001 tot 1 maart 2009 burgemeester van Oosterhout en was eerder lid Gedeputeerde Staten van Noord-Brabant. Mevrouw Huijbregts is in de Eerste Kamer lid van de vaste commissies voor Landbouw, Natuur en Voedselkwaliteit, Sociale Zaken en Werkgelegenheid en Volksgezondheid, Welzijn en Sport/Jeugd en Gezin.
In juli 2010 werd ze tevens waarnemend burgemeester van de gemeente Roosendaal wat ze bleef tot Jacques Niederer daar in januari 2011 benoemd werd tot burgemeester.
Van 1 oktober 2013 tot en met 9 januari 2014 was zij, wederom waarnemend, burgemeester van de gemeente Lochem tot Sebastiaan van 't Erve geïnstalleerd werd als burgemeester.
Eind mei 2014 werd zij aangesteld als informateur in de gemeente Zutphen om een nieuw college samen te stellen. Van februari 2015 tot 21 oktober 2015 was zij waarnemend burgemeester van de gemeente Bronckhorst ter vervanging van de op 19 februari 2015 overleden Henk Aalderink. In april 2018 werd Huijbregts informateur in Zoetermeer.
Ze is sinds 2001 Ridder in de Orde van Oranje Nassau.
- Parlement.com: vhjp18m4y9qs